# Т'Пол
Т'Пол е измислен персонаж от фантастичната вселена на Стар Трек, и по-точно от сериала Стар Трек: Ентърпрайз. Ролята се изпълнява от актрисата Джолийн Блалок.

## Биография
Т'Пол е вулканка, която служи като научен офицер на борда на космическия кораб Ентърпрайз NX-01.
Т'Пол е персонаж, ръководен от логиката и в пълен контрол над емоциите си, въпреки това тя не е винаги е лишена от чувствителност.
Започва кариерата си като агент по сигурността, работещ за вулканското Главно командване, през 2148 тя решава да избере по-научна професия и започва служба на борда на Селая (командван от капитан Ворис). Там е забелязана от посланик Совал, който вижда в нея огромен потенциал и бляскаво бъдеще.
Първата ѝ среща с хора става през 2149 година, когато тя е част от вулканската делегация в Сосалито на Земята.
През 2151, въпреки вулканските протести, земляните решават, че е време да започнат да изследват галактиката. След натиска на вулканското Главно командване върху Старфлийт, Т'Пол е назначена на борда на Ентърпрайз NX-01 (целта на вулканците е да наблюдават прогреса на своите съюзници).
Отнасяйки се с недоверие към преценката на екипажа, тя счита хората за примитивни и ирационални. Не след дълго обаче тя започва да изпитва респект към капитан Джонатан Арчър и става един от най-лоялните членове на екипажа на кораба. Тази нова вярност я кара през 2153 да подаде оставка от Главното командване, за да може да отиде с екипажа на „Ентърпрайз“ в Делфийския периметър.
След завръщането на Ентърпрайз NX-01, след края на мисията, тя решава да се присъедини към Старфлийт.
След като прибързано се омъжва за Кос (un Vulcain auquel elle était promise de longue date) през 2154, тя се развежда още същата година, като не може да скрие чувствата си към Чарлс Тъкър III (главен инженер на Ентърпрайз NX-01). Сливането на техните ДНК довежда до раждането на момиче (предварително кръстена Елизабет, в памет на сестрата на Тъкър, станала жертва Зиндите), но детето не оцелява след клонирането, чрез което е създадено.